# Đông Kết
Đông Kết là một xã thuộc huyện Khoái Châu, tỉnh Hưng Yên, Việt Nam.

## Địa lý
Xã Đông Kết nằm bên triền đê tả ngạn sông Hồng, cách huyện Khoái Châu 3 km về phía tây, có vị trí địa lý:
- Phía đông giáp xã Bình Kiều
- Phía tây giáp xã Đông Ninh và xã Tân Châu
- Phía nam giáp xã Liên Khê
- Phía bắc giáp xã Tứ Dân.

Xã Đông Kết có diện tích 6,40 km², dân số năm 2019 là 9.401 người, mật độ dân số đạt 1.470 người/km².

## Hành chính
Xã Đông Kết chia thành 3 thôn: Đông Kết, Lạc Thủy, Trung Châu với 23 đội sản xuất.

## Lịch sử
Xã Đông Kết hình thành trên cơ sở hợp thành từ các làng nhỏ ven đê tả ngạn sông Hồng gồm Triền Khiết, Triền Thủy, Triền Chu.
Thời Gia Long, xã Đông Kết thuộc tổng Đông An, phủ Khoái Châu, trấn Sơn Nam Thượng.
Năm Minh Mạng thứ 12 (1831), xã Đông Kết thuộc tổng Bái, huyện Đông An cùng với các làng (xã) Kênh Khê, Triền Thủy, Triền Chu, Mạn Xuyên, Cẩm Khê, Phú Mĩ.
Sau Cách mạng tháng 8, chính quyền Việt Nam Dân chủ Cộng hòa cho tách một số làng xã của tổng Bái, trong đó có xã Đông Kết cũ thành lập xã Đông Kinh.
Năm 1974, xã Đông Kinh được đổi tên trở lại thành xã Đông Kết.
Ngày 24 tháng 7 năm 1999, Chính phủ ban hành Nghị định số 60/1999/NĐ-CP về việc chuyển xã Đông Kết thuộc huyện Châu Giang cũ chuyển về huyện Khoái Châu mới tái lập quản lý.

## Kinh tế - xã hội
Xã Đông Kết là một xã thuần nông với nhiều loại cây ăn quả như: nhãn, cam, bưởi, chuối,... nhưng tỉ trọng nông nghiệp đang có xu hướng giảm và tỉ trọng công nghiệp và dịch vụ ngày càng tăng.
Trên địa bàn có công ty dệt may thuộc tập đoàn dệt may Hưng Yên.

### Giáo dục
Đông Kết là một vùng đất có truyền thống hiếu học từ lâu đời với nhiều người đỗ đạt cao. Một số danh sĩ tiêu biểu như Trần Cảnh Đương đỗ tiến sĩ khoa Nhâm Tuất (1442), Trần Cảnh Mô (con trai cụ Đương) đỗ tiến sĩ khoa Quý Dậu (1453) và cụ Đỗ Thiểm đỗ cử nhân năm Canh Ngọ.
Ngày nay, trên địa bàn xã Đông Kết có các trường học sau:
- Trường TH Đông Kết
- Trường THCS Đông Kết
- Trường THPT Nguyễn Siêu (thành lập năm 2008).

## Văn hóa
Chùa Lạc Thủy (thôn Lạc Thủy) là một ngôi chùa cổ kính có nhiều pho tượng cổ có từ rất lâu đời.
Ao đền Rồng và Đền Rồng (thôn Lạc Thủy), gắn với giai thoại về một người làm nghề gõ mõ trong thôn đi thi và đã đỗ đạt, nhưng khi trở về thì dân làng không ai đón ông vì khinh thường xuất thân của vị tân khoa, vì thế viên tân khoa nổi giận rút kiếm ra chém đứt đầu con rồng đá thờ ở ngôi đền trong làng và nguyền rằng từ nay sẽ không bao giờ có ai làm quan ở Làng này nữa, sau đó ông bỏ đi. Do đó, các bô lão truyền lại là đời sau con dân làng không thể thành đạt đường công danh.
Chùa Thốp là một ngôi chùa lớn, linh thiêng. Hàng năm đón rất đông các tín đồ phật giáo đến cúng lễ và tham quan.
Đền Hậu thuộc thôn Đông Kết, xã Đông Kết, huyện Khoái Châu, tỉnh Hưng Yên cũng phối thờ sứ quân Nguyễn Siêu cùng 1 vị tướng thời Hùng Vương. Tương truyền sau khi bị Đinh Bộ Lĩnh đánh cho thua trận, Nguyễn Siêu chết, xác ông trôi về địa phận xã Đông Kết, thi thể 3 tháng không nát, nước da vẫn tươi tắn như lúc còn sống, nhân dân địa phương phong cho là nhân thần nên đã lập đền thờ.

## Giao thông
Xã Đông Kết có một đoạn đê sông Hồng dài gần 2 km đi qua. Theo hướng Bắc đê sông Hồng đi qua các xã Tứ Dân, Hàm Tử, Dạ Trạch, Bình Minh, huyện Văn Giang và thủ đô Hà Nội. Theo hướng Nam đê sông Hồng đi qua các xã: Liên Khê, Chí Tân, Thuần Hưng, Thành Công, huyện Kim Động và thành phố Hưng Yên.
Trên địa bàn xã Đông Kết còn có đường 209 đi qua nối Đông Kết với các xã khu Tây huyện Khoái Châu và thị trấn Khoái Châu.